# Günter Puttinger
Günter Puttinger (* 3. November 1942 in Linz) ist ein österreichischer Gastwirt und Politiker (ÖVP). Puttinger war zwischen 1993 und 2001 Abgeordneter zum Nationalrat.

## Ausbildung und Beruf
Puttinger besuchte zwischen 1948 und 1956 die Volksschule und das Realgymnasium in Linz und wechselte danach an die Handelsakademie, an der er 1961 die Matura ablegte. Puttinger studierte im Anschluss an der Hochschule für Welthandel und schloss sein Studium 1968 mit dem akademischen Grad Dipl.-Kfm. ab. Zwischen 1970 und 1971 leistete er den Präsenzdienst ab, 1972 promovierte er zum Dr. rer. soc. oec.
Puttinger war zwischen 1966 und 1968 HAK-Assistent und arbeitete zwischen 1968 und 1974 in der Organisation und Datenverarbeitung bei der Ersten Allgemeinen Versicherung in Wien. Zwischen 1974 und 1978 hatte Puttinger die Verkaufsleitung der Salzburger Firma Gießerei-Dienst GmbH für den Bereich Österreich und Osteuropa inne und übernahm 1978 das Sternbräu in Salzburg. Mit 1. Jänner 2006 übergab er das Sternbräu an seinen Nachfolger.
1998 wurde Puttinger der Berufstitel Kommerzialrat verliehen.
Er ist Mitglied der katholischen Studentenverbindungen KÖHV Amelungia Wien (seit 1961), KAV Austro-Danubia Linz (seit 1966), KÖHV Rheno-Juvavia Salzburg (seit 2001) und KÖHV Rupertina Salzburg (seit 2001).

## Politik
Puttinger war von 1988 bis 1990 Obmann der Sektion Fremdenverkehr der Salzburger Handelskammer und zwischen 1990 und 1994 Obmann der Bundessektion Fremdenverkehr der Bundeskammer der gewerblichen Wirtschaft. 1994 übernahm er das Präsidentenamt in der Wirtschaftskammer Salzburg. Puttinger war zudem zwischen 1991 und 1995 Präsident der Österreichischen Gesellschaft für angewandte Fremdenverkehrswissenschaft und zwischen 1993 und 1995 Obmann-Stellvertreter der Österreich Werbung (ANTO). 1995 war er Aufsichtsratsvorsitzender-Stellvertreter der Salzburger Ausstellungszentrum Ges.m.b.H., zwischen 1995 und 1999 Vorsitzender des Vereins „Salzburger Tourismusschulen“. 1999 unterlag er Christoph Leitl bei der Wahl zum Präsidenten des ÖVP-Wirtschaftsbundes.
Puttinger vertrat zwischen dem 10. November 1993 und dem 30. November 2001 die ÖVP im Nationalrat. Er war zwischen 1999 und 2000 Klubobmann-Stellvertreter des ÖVP Parlamentsklubs und von 1999 und 2001 Obmann des Wirtschaftsausschusses. Er schied 2001 freiwillig aus dem Nationalrat aus, um jüngeren Abgeordneten den Einzug ins Parlament zu ermöglichen. Puttinger war Tourismussprecher des ÖVP-Parlamentsklubs.

## Auszeichnungen
- Goldenes Ehrenzeichen des Landes Salzburg